# Sony World Photography Awards
Die Sony World Photography Awards werden seit 2008 jährlich von der World Photography Organisation in den Wettbewerben Professional, Youth, 3D, Student, National und Open als Auszeichnung für herausragende Fotografien vergeben. Namensgebender Sponsor ist der japanische Elektronikkonzern Sony. Die preisgekrönten Werke werden nach Bekanntgabe der Gewinner im Londoner Somerset House ausgestellt.

## Teilnahmebedingungen
Die Teilnahme ist kostenlos und steht jedem Interessierten frei. Wer Bilder im Wettbewerb Professional anmeldet, ist jedoch von der parallelen Teilnahme am Open-Wettbewerb ausgeschlossen und umgekehrt. Wer sich beim Wettbewerb Youth bewirbt, darf nicht zugleich Fotos in Professional oder Open einreichen.

## Bisherige Preisträger

### Preisträger 2013
Im Jahr 2013 wurden insgesamt mehr als 120.000 Fotos zur Bewertung eingereicht. Davon entfielen 63.000 auf den Profi-, 55.000 auf den Amateur- und etwa 5.000 auf den Jugendbereich.

#### WettbewerbProfessional
| Kategorie           | Plätze 1 bis 3                                                                                                  |
| ------------------- | --- |
| Architektur         | 1. Fabrice Fouillet, Frankreich 2. Reinis Hofmanis, Lettland 3. Christof Pluemacher, Deutschland                |
| Arts & Culture      | 1. Myriam Meloni, Italien 2. Niccolo Rastrelli, Italien 3. Danish Siddiqui/Reuters, Indien                      |
| Campaign            | 1. Christian Åslund, Schweden 2. Scout Tufankjian, Vereinigte Staaten 3. Spencer Murphy, Vereinigtes Königreich |
| Conceptual          | 1. Roman Pyatkovka, Ukraine 2. Florian Ruiz, Frankreich 3. Edurne Aguinaga, Spanien                             |
| Contemporary Issues | 1. Valerio Bispuri/Echo Press, Italien 2. Samuel James, Vereinigte Staaten 3. Daesung Lee/SIPA Press, Südkorea  |
| Current Affairs     | 1. Ilya Pitalev/RIA Novosti, Russland 2. Paolo Pellegrin/Magnum Photos, Italien 3. Fabio Bucciarelli, Italien   |
| Fashion & Beauty    | 1. Klaus Thymann/Adamsky, Dänemark 2. Thierry Bouët, Frankreich 3. Alice Pavesi, Italien                        |
| Landscape           | 1. Nenad Saljic, Kroatien 2. Regis Boileau, Frankreich 3. Arjen Schmitz, Niederlande                            |
| Lifestyle           | 1. Alice Caputo, Italien 2. Kuni Takahashi, Japan 3. Fausto Podavini, Italien                                   |
| Nature & Wildlife   | 1. Satoru Kondo, Japan 2. Ernest Goh, Singapur 3. Hudson Garcia, Brasilien                                      |
| People              | 1. Andrea Gjestvang, Norwegen 2. Balazs Gardi, Ungarn 3. Pete Muller, Vereinigte Staaten                        |
| Portraiture         | 1. Jens Juul, Dänemark                                                                                          |
| Sport               | 1. Adam Pretty/Getty Images, Australien 2. Ryan Pierse/Getty Images, Australien 3. Isabela Pacini, Brasilien    |
| Still Life          | 1. Vanessa Colareta, Peru                                                                                       |
| Travel              | 1. Gali Tibbon, Israel 2. Daniel Duart, Spanien 3. Johannes Heuckeroth, Deutschland                             |

#### Weitere Preisträger
Am 25. April 2013 wurden die folgenden Preisträger/-innen bekannt gegeben:
| Wettbewerb / Titel                                                   | Preisträger(in)                       | Gewürdigtes Werk                                                               |
| -------------------------------------------------------------------- | ------------------------------------- | ------------------------------------------------------------------------------ |
| L’Iris d’Or / Sony World Photography Awards Photographer of the Year | Andrea Gjestvang, Norwegen            | Bilderserie „One Day in History“ über Überlebende des Anschlags auf Utøya 2011 |
| Open Photographer of the Year                                        | Hoang Hiep Nguyen, Vietnam            | Foto „Junge Frau im Sturm“                                                     |
| Outstanding Contribution to Photography                              | William Eggleston, Vereinigte Staaten | Egglestons Einfluss auf die Farbfotografie                                     |
| Student Focus Photographer of the Year                               | Natalia Wiernik, Polen                | Eingereichtes Foto für die Jan Matejko Academy of Fine Arts in Krakau          |
| Youth Photographer of the Year                                       | Alecsandra Dragoi, Rumänien           | Foto eines Neujahrsfestes in Rumänien                                          |

Boris Eldagsen gewann 2023 den ersten Platz in der Kategorie „Creative“, nahm die Auszeichnung jedoch nicht an, weil er seinen Beitrag mit Hilfe Künstlicher Intelligenz erstellt hatte.

## Mitglieder der Jury
Im Jahr 2013 wählten die folgenden Persönlichkeiten die Gewinnerfotos aus:
| Gruppe                                                                    | Name                 | Berufliche Position                                     |
| ------------------------------------------------------------------------- | -------------------- | ------------------------------------------------------- |
| Gruppe 1: Lifestyle / Fashion & Beauty / Campaign / Sport                 | Catherine Chermayeff | Director of Special Projects, Magnum Photos             |
| Gruppe 1: Lifestyle / Fashion & Beauty / Campaign / Sport                 | Tim Paton            | Managing Director, Balcony Jump                         |
| Gruppe 1: Lifestyle / Fashion & Beauty / Campaign / Sport                 | Brandei Estes        | Associate Director, Galerie Nelson Freeman (Frankreich) |
| Gruppe 2: Architektur / Conceptual / Portraiture / Still Life             | Juana de Aizpuru     | Gallery Director, Galeria Juana de Aizpuru (Spanien)    |
| Gruppe 2: Architektur / Conceptual / Portraiture / Still Life             | Andrew Sanigar       | Commissioning Editor, Thames & Hudson                   |
| Gruppe 2: Architektur / Conceptual / Portraiture / Still Life             | Edmund Clark         | Fotograf (Vereinigtes Königreich)                       |
| Gruppe 3: Current Affairs / Contemporary Issues / People / Arts & Culture | Francesca Sears      | Director, Panos Profile / Panos Pictures                |
| Gruppe 3: Current Affairs / Contemporary Issues / People / Arts & Culture | Chien-Chi Chang      | Fotograf (Taiwan)                                       |
| Gruppe 3: Current Affairs / Contemporary Issues / People / Arts & Culture | Fiona Shields        | Picture Editor, The Guardian                            |
| Gruppe 4: Travel / Landscape / Nature & Wildlife                          | Caroline Metcalfe    | Director of Photography, Condé Nast Traveller           |
| Gruppe 4: Travel / Landscape / Nature & Wildlife                          | Monica Suder         | Internationale Beraterin und Coach (Deutschland & USA)  |
| Gruppe 4: Travel / Landscape / Nature & Wildlife                          | Macduff Everton      | Fotograf (USA)                                          |